# Polom (Sedloňov)
Polom (německy Polom) je vesnice, část obce Sedloňov v okrese Rychnov nad Kněžnou. Nachází se asi 2,5 km na severozápad od Sedloňova. V roce 2009 zde bylo evidováno 67 adres. V roce 2001 zde trvale žilo 8 obyvatel.
Polom leží v katastrálním území Polom v Orlických horách o rozloze 2,67 km2.

## Pamětihodnosti
- Kaple Panny Marie